# Trận Gembloux (1940)
Trận Gembloux (hay Trận chiến khe hở Gembloux) là một trận đánh giữa quân đội Pháp và quân đội Đức Quốc xã vào tháng 5 năm 1940 trong Trận nước Bỉ trên Mặt trận phía Tây của cuộc Chiến tranh thế giới thứ hai.
Vào ngày 10 tháng 5 năm 1940, các lực lượng vũ trang Đức Quốc xã, Wehrmacht, đã tiến công Luxembourg, Hà Lan, và Bỉ theo Kế hoạch Vàng (tiếng Đức: Fall Gelb). Các lực lượng Đồng Minh đã cố gắng ngăn cản quân đội Đức tại Bỉ, vì cho rằng đây là mũi tiến công chính của người Đức. Sau khi khối Đồng Minh đã dốc hết những tập đoàn quân mạnh nhất của mình vào Bỉ từ ngày 10 cho đến ngày 12 tháng 5 năm 1940, Đức Quốc xã khơi mào giai đoạn thứ hai của chiến dịch của họ, một cuộc đột phá, hay đòn cắt lưỡi liềm, qua vùng núi Ardennes, và tiến đến eo biển Manche.
Không biết về kế hoạch của quân Đức, quân đội Pháp dự kiện sẽ ngăn cản bước tiến của quân Đức vào miền trung Bỉ và Pháp bằng việc thiết lập hai vị trí phòng ngự tại các thị trấn Hannut và Gembloux. Họ đã giao cho lực lượng mạnh nhất trên chiến trường của họ, Tập đoàn quân số 1 của Pháp, trách nhiệm phòng vệ trục Gembloux—Wavre. Các lực lượng thiết giáp của Pháp được gửi đến để hình thành một đội tiền binh, hoặc là màn che tại Hannut, nhằm trì hoãn các lực lượng Đức trong khi quân Pháp chuẩn bị cho hệ thống phòng ngự chính của họ tại Gembloux.
Sau sự chấm dứt của trận Hannut, khoảng 35 km (22 mi) về hướng tây bắc, thị trấn Gembloux trở thành nơi có vị trí phòng ngự được chuẩn bị quan trọng cuối cùng của người Pháp trên mặt trận Bỉ sau cuộc triệt thoái khỏi Hannut. Trong suốt trận đánh 2 ngày, quân Pháp đã liên tiếp đánh bại các cố gắng của các thành phần thuộc Tập đoàn quân số 6 của Đức nhằm đột phá hoặc vây hãm hệ thống phòng ngự của Pháp. Tuy nhiên, xét về mặt chiến dịch, thiệt hại của Tập đoàn quân số 1 của Pháp, cùng với những cuộc khai triển ở nơi khác, đã buộc lực lượng này phải triệt thoái khỏi Gembloux, rời khỏi Bỉ và cuối cùng về thành phố Lille nằm trong lãnh thổ Pháp. Cuộc rút chạy này đã khiến cho khu vực trung tâm của mặt trận Bỉ không có một hệ thống phòng thủ chặt chẽ, và qua đó tạo điều kiện cho Wehrmacht mở rộng các chiến dịch của mình tới lãnh thổ Pháp và chinh phục miền trung nước Bỉ. Ở cấp độ chiến lược, trận đánh này không phân thắng bại. Cả hai phe đều hưởng lợi từ cuộc giao tranh. Đối với lực lượng Wehrmacht, họ đã trì hoãn đồng thời đánh lạc hướng tập đoàn quân hùng mạnh nhất của Pháp khỏi mũi đột phá quyết định của họ gần Sedan, nhờ đó người Đức đã tiến hành cuộc đột phá trên sông Meuse và hoàn thành các mục tiêu chiến lược được đề xuất trong Kế hoạch Vàng. Tuy nhiên, Tập đoàn quân số 1 của Pháp đã tồn tại được sau những trận đánh ban đầu và làm chệch hướng các lực lượng Đức từ trận Dunkirk, nhờ đó Lực lượng Viễn chinh Anh (BEF) đã trốn thoát và tiếp tục các chiến dịch quân sự sau khi Pháp đầu hàng vào tháng 6 năm 1940.

### Chú giải
1. ↑  "The Allied success at Gembloux was nullified by the German victory further south, but Reichenau's failure to destroy or at least defeat the Allied corps de bataille at Gembloux was crucial. It is true that the Allied high command proved unable in the days following to utilize the corps de bataille to restore the Allied front. But it took the Wehrmacht another two weeks of fighting to encircle and capture part of First Army, allowing the rest and the bulk of the BEF to escape to Dunkirk"[1]

### Trích dẫn
1. ↑  Gunsberg 2000, p. 140.
2. ↑  Gunsberg 2000, pp. 137-138.
3. ↑  Gunsberg 2000, p. 137.
4. ↑  Gunsberg 2000, p. 97.
5. ↑  Jackson, Julian, trang 39